# Yanguna cosyra
Espèce
Yanguna cosyra est une espèce de lépidoptères de la famille des Hesperiidae, de la sous-famille des Pyrginae et de la tribu des Pyrrhopygini.

## Dénomination
Yanguna cosyra a été décrite par Herbert Druce en 1875 sous le nom initial de Pyrrhopyga cosyra.

### Nom vernaculaire
Yanguna cosyra  se nomme Cosyra Skipper en anglais.

## Description
Yanguna cosyra est un papillon d'une envergure d'environ 30 mm, au corps trapu rayé de noir et blanc et au thorax orange sur le dessus. Les ailes présentent une partie basale orange et une partie distale bleu métallisé, importante aux ailes antérieures, limitée à une large bordure aux ailes postérieures.
Le revers des ailes est bleu gris métallisé.

### Chenilles
La chenille est marron finement cerclée de jaune puis noire finement cerclée de jaune.

## Biologie

### Plantes hôtes
Les plantes hôtes de sa chenille sont Chrysochlamys glauca etChrysochlamys psychotriifolia, Clusia cylindrica, Clusia  minor et Clusia rosea.

## Écologie et distribution
Yanguna cosyra est présent au Nicaragua, au Guatemala, à Panama, en Colombie et au Pérou.

### Protection
Pas de statut de protection particulier.